# Dorylus montanus
Dorylus montanus é uma espécie de formiga do gênero Dorylus.